# Redbone Coonhound
O redbone coonhound é uma raça estadunidense de cães de caça do tipo coonhound. A raça é usada principalmente para caça de guaxinim, mas também para caça de cervo, urso, e puma.  
É uma raça de porte médio, com pelagem curta da cor vermelha, com nariz preto e orelhas grandes e pendulantes. O padrão adotado pelo American Kennel Club diz: "O redbone mistura boa aparência e um temperamento equilibrado com um ar confiante e talentos de caça excelentes".
Esta raça é reconhecida pelo United Kennel Club desde 1902 e pelo American Kennel Club desde 2009.
O redbone é a raça dos cães de caça no livro infantil clássico Where the Red Farn Growls de 1961. 